# Garantie des vices cachés
La garantie des vices cachés ou garantie de qualité est une garantie qui protège l’acheteur contre les vices cachés qui dégradent les qualités d'une chose vendue.
Elle permet, selon les systèmes juridiques, la résolution de la vente, la diminution du prix payé ou l'obtention de dommages-intérêts.

## Garantie des vices dans la Convention de Vienne
La garantie contre les vices cachés est incluse dans la Convention des Nations unies sur les contrats de vente internationale de marchandises. Le vendeur doit garantir le type, la quantité, le conditionnement et d’autres éléments prévus au contrat (quand ce n’est pas prévu au contrat, cela doit être conforme aux usages) ; la chose doit être exempte de tout défaut dont l’acheteur ne serait pas au courant.
La Convention de Vienne prévoit notamment que :
- le défaut ne doit pas être connus de l’acheteur;
- le défaut doit être antérieur au transfert des risques;
- le fait de ne pas dénoncer les défauts apparents entraîne la déchéance des actions en garantie des défauts apparents;
- l’acheteur doit dénoncer les défauts dans un délai aussi bref que possible;
- en cas d’inexécution importante, essentielle, la vente est nulle et résiliée;
- en cas d’inexécution accessoire, l’acheteur est simplement indemnisé.

La gravité de l’inexécution est jugée eu égard aux conséquences néfastes pour l’acheteur. La Convention de Vienne ne parle pas des clauses exonératoires : il revient à la loi nationale de les autoriser ou non.

## Par pays

### Canada
Au Québec, la garantie de qualité est prévue aux articles 1726 à 1731 du Code civil du Québec.

### France
La garantie des vices cachés en France protège l’acheteur contre les vices cachés qui dégradent totalement ou de façon si importante les qualités de la chose vendue qu’il n’aurait pas contracté. Le vice caché est un défaut rendant la chose impropre à l’usage, il a un caractère pathologique dans la chose — qui reste celle prévue au contrat mais est en mauvais état.
L'article 1641 du Code civil énonce que « le vendeur est tenu de la garantie à raison des défauts cachés de la chose vendue qui la rendent impropre à l'usage auquel on la destine, ou qui diminuent tellement cet usage, que l'acheteur ne l'aurait pas acquise, ou n'en aurait donné qu'un moindre prix, s'il les avait connus ».
Pour bénéficier de la garantie contre les vices cachés, une personne doit prouver l’existence :
- d'un vice ;
- d'un vice caché/occulte/ignoré ;
- d'un vice grave, empêchant un usage normal du bien ou diminuer ses propriétés à tel point que l'acheteur ne l'aurait pas acheté ou en aurait offert un prix moindre s'il l'avait connu ;
- d'un vice antérieur à la vente même s’il s’est manifesté ultérieurement.

L’action en garantie contre les vices cachés doit être intentée par l’acheteur dans un délai de deux ans à compter du jour où il a découvert l’existence du vice ou du défaut.
Toutefois, lorsqu'elle est dirigée contre le fabricant ou contre le vendeur professionnel, elle ne peut plus être exercée au delà du délai de 5 ans prévu par l'article L 110-4 du Code de Commerce aux termes duquel "Les obligations nées à l'occasion de leur commerce entre commerçants ou entre commerçants et non-commerçants se prescrivent par cinq ans si elles ne sont pas soumises à des prescriptions spéciales plus courtes" (Cour de cassation, civile, Chambre civile 1, 8 avril 2021, 20-13.493).